# München–Simbach-vasútvonal

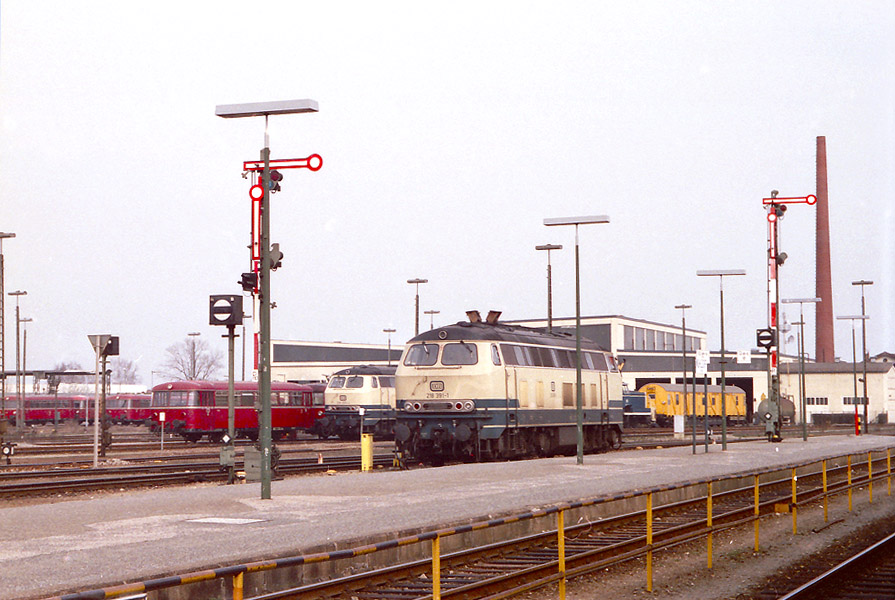
Mühldorf állomás 1988 áprilisában

A München–Simbach-vasútvonal egy 115 kilométer hosszúságú, normál nyomtávolságú, Markt Schwaben állomásig kétvágányú, 15 kV, 16,7 Hz-cel villamosított, Markt Schwaben után egyvágányú, nem villamosított vasútvonal Németországban München és Simbach között.
A Bajor Királyi Államvasutak 1871-ben helyezte üzembe a München és az államhatár közötti fővonalat. A München és Bécs közötti legrövidebb összeköttetés részeként az 1890-es évekig nemzetközi távolsági vonatok, például az Orient expressz használták, majd a távolsági személyszállításban betöltött jelentősége csökkent. A München Ostbahnhof-Markt Schwaben szakasz 1909-től 1911-ig kétvágányúvá épült át az elővárosi forgalom számára, 1970-ben villamosították, 1972 óta pedig a müncheni S-Bahn járatai közlekednek rajta. A vonal többi része még mindig nincs villamosítva, és túlnyomórészt egyvágányú. A Münchenbe irányuló ingázó forgalom és a bajor vegyipari háromszög teherforgalma miatt jelentős forgalmat bonyolít le. Legnagyobb engedélyezett sebesség 140 km/h.
München és Mühldorf között az infrastruktúra üzemeltetője a DB InfraGO, míg a Mühldorf és Simbach országhatár közötti vonalat a DB RegioNetz Infrastruktur GmbH üzemelteti a Südostbayernbahn regionális hálózat részeként. A München Hauptbahnhof és München Ost közötti szakasz, amely a München-Simbach vonal részeként épült, ma a München–Rosenheim-vasútvonal része.